# 张铁生 (第五届全国政协委员)
张铁生（1904年—1979年11月19日）又名张铭鼎，江苏高邮人，中国共产党及中华人民共和国官员。

## 生平
1927年加入中国共产党。1929年到德国柏林学习。1936年重新加入中国共产党。在中华民国时期，长期从事中国共产党领导下的文化界、新闻界的革命工作。先后主编或编辑过《国民公论》、《青年知识》周刊（1941年8月6日在香港创刊，张铁生主编）等多种刊物。中华人民共和国成立后，历任中华人民共和国对外文化联络委员会副秘书长、亚非研究所副所长、亚非学会秘书长、中非友协副会长，西亚非研究所副所长，中共中央对外联络部三局顾问，第五届全国政协委员等职务。
1979年11月19日，张铁生在北京病逝。

## 著作
- 《中非交通史初探》[1]